# Asphodeloideae
Asphodeloideae, potporodica biljaka jednosupnica, dio porodice Asphodelaceae. 
Značajni predstavnici su zlatoglavica.

## Rodovi
Potporodica ima 2 tribusa sa 20 rodova:
- Tribus Asphodeleae Lam. & DC.
  1. Asphodeline Rchb. (18 spp.),  zlatoglavica
  2. Asphodelus L. (18 spp.)
  3. Bulbinella Kunth (25 spp.)
  4. Kniphofia Moench (71 spp.)
  5. Trachyandra Kunth (61 spp.)
  6. Eremurus M. Bieb. (60 spp.)
  7. Bulbine Wolf (94 spp.)
- Tribus Aloeae A. Rich.
  1. Aloidendron (A. Berger) Klopper & Gideon F. Sm. (7 spp.)
  2. Kumara Medik. (2 spp.)
  3. Haworthia Duval (59 spp.)
  4. Aloiampelos Klopper & Gideon F. Sm. (7 spp.)
  5. Aloestrela Molteno & Gideon F. Sm. (1 sp.)
  6. Aloe L. (566 spp.)
  7. Haworthiopsis G. D. Rowley (19 spp.)
  8. Gasteria Duval (25 spp.)
  9. Astroloba Uitewaal (12 spp.)
  10. ×Astrolista Molteno & Figueiredo (0 sp.)
  11. Aristaloe Boatwr. & J. C. Manning (1 sp.)
  12. Gonialoe (Baker) Boatwr. & J. C. Manning (4 spp.)
  13. Tulista Raf. (5 spp.)